# Depot von Motyčín
Das Depot von Motyčín (auch Hortfund von Motyčín) ist ein Depotfund der frühbronzezeitlichen Aunjetitzer Kultur aus Motyčín, einem Ortsteil von Kladno im Středočeský kraj, Tschechien. Es datiert in die Zeit zwischen 2000 und 1800 v. Chr. Das Depot befindet sich heute im Museum von Slaný.

## Fundgeschichte
Das Depot wurde erstmals 1933 erwähnt. Die genaue Fundstelle und die Fundumstände sind unbekannt.

## Zusammensetzung
Das Depot besteht aus zwei bronzenen Ösenhalsringen. Aus dem östlichen Nachbarort Vrapice ist ein einzelner Ösenhalsring bekannt, der diesen beiden stark ähnelt. Auch hier sind die genauen Fundumstände unbekannt. Nach Václav Moucha könnten diese beiden Funde zusammengehören.